# Війтовецька сільська рада (Липовецький район)
| Війтовецька сільська рада — орган місцевого самоврядування у Липовецькому районі Вінницької області з адміністративним центром у c. Війтівці. Сільській раді підпорядковані населені пункти: - c. Війтівці - с-ще Пилипенкове |

## Склад ради
Рада складається з 12 депутатів та голови.

## Керівний склад сільської ради
| ПІБ                        | Основні відомості                                                                       | Дата обрання | Дата звільнення |
| -------------------------- | --------------------------------------------------------------------------------------- | ------------ | --------------- |
| Погребняк Марія Миколаївна | Сільський голова, 1958 року народження, освіта, позапартійна                            | 26.03.2006   | 31.10.2010      |
| Погребняк Марія Миколаївна | Сільський голова, 1958 року народження, освіта середня спеціальна, член Партії регіонів | 31.10.2010   |                 |

Примітка: таблиця складена за даними джерела